# Listes de titulaires de fonctions politiques en Grèce
 (mars 2025).
Motif : TI ?
- Archive Wikiwix
- Bing
- Cairn
- DuckDuckGo
- E. Universalis
- Gallica
- Google
- G. Books
- G. News
- G. Scholar
- Persée
- Qwant
- (zh) Baidu
- (ru) Yandex
- (wd) trouver des œuvres sur Wikidata

| 1. | Préciser le motif de la pose du bandeau. | Précisez le motif de la pose du bandeau en utilisant la syntaxe suivante : {{admissibilité à vérifier\|date=juillet 2025\|motif=remplacez ce texte par le motif}}                                                          |
| 2. | Informer les utilisateurs concernés.     | Pensez à avertir le créateur de l'article, par exemple, en insérant le code ci-dessous sur sa page de discussion : {{subst:avertissement admissibilité à vérifier\|Listes de titulaires de fonctions politiques en Grèce}} |

 (mars 2025).
- Si vous ne connaissez pas le sujet, laissez ce bandeau (vous pouvez alors contacter les auteurs).
- Si vous supprimez le contenu mis en cause (vous pouvez préalablement contacter les auteurs),

argumentez précisément cette suppression dans la page de discussion
(un manque de référence n'est pas un argument ; une recherche réelle de référence doit avoir été effectuée, être formellement documentée).
Cet article traite de listes de titulaires de mandats politiques en Grèce.

## Mythologie
- Rois thébains dans la mythologie grecque (en)

## Antiquité
- Liste des rois d'Athènes
- Liste des archontes d'Athènes
- Rois de Commagène
- Liste des rois d'Épire
- Liste de rois de Lydie (en)
- Liste de rois de Macédoine (en)[1]
- Liste des rois de Pergame
- Dynastie lagide
- Dynastie séleucide
- Liste des rois de Sparte
- Liste des empereurs romains

## Moyen Âge
- Comtes palatins de Céphalonie et Zante
- Despotes d'Épire
- Despotes de Morée
- Ducs d'Athènes
- Ducs de Naxos
- Ducs de Néopatrie
- Empereurs byzantins
- Empereurs de Nicée
- Empereurs de Trébizonde
- Princes d'Achaïe
- Rois de Thessalonique
- Seigneurs d'Argos et de Nauplie

## Période post-byzantine
- Beys du Magne
- Commissaires de la République des îles Ioniennes
- Princes de Samos
- Sultans de l'Empire ottoman

## Grèce moderne
- Liste des souverains et prétendants au trône de Grèce
- Liste des régents de Grèce
- Liste des Premiers ministres de Grèce
- Liste des dirigeants des périphéries grecques